# EA Hockey
 (octobre 2020).
EA Hockey (NHL Hockey aux États-Unis) est un jeu vidéo de hockey sur glace sorti en 1991 et fonctionne sur Windows, DOS, Game Gear et Mega Drive. Le jeu a été développé par Park Place Productions et édité par Electronic Arts.

## Accueil
- Game Informer : 9/10 (MD)[1]
- Electronic Gaming Monthly : 33/40 (MD)[2]